# Lilly Charlotte Dreesen
Lilly Charlotte Dreesen (* 2000 in Berlin) ist eine deutsche Schauspielerin.

## Leben
Die gebürtige Berlinerin Lilly Charlotte Dreesen gab im Alter von 18 Jahren in der Web- und Fernsehserie Druck von funk und ZDFneo ihr Debüt vor der Kamera. Mit 17 Jahren wurde sie von ihrer Nachbarin an die Regisseurin Pola Beck empfohlen, die auf der Suche nach Jugendlichen für die Adaption der norwegischen Fernsehserie Skam war. Nach mehreren Castings und Schauspiel-Seminaren übernahm Dreesen schließlich die Hauptrolle Hanna Jung für vier Staffeln. Währenddessen absolvierte Dreesen ihr Abitur an einer Berliner Schule. Seit 2019 tritt sie mit einigen Episodenhaupt- und -nebenrollen unter anderem in der Joyn/ProSieben-Comedyserie Frau Jordan stellt gleich und in der ZDF-Kriminalserie SOKO Köln auf. 
Im Januar 2020 wurde mit dem Start der Dreharbeiten bekannt, dass Dreesen in der Hauptrolle Nellie Mahler der Coming-of-Age-Dramaserie Katakomben von Joyn zu sehen sein wird.

## Filmografie
- 2018–2019: Druck (Web- und Fernsehserie, 35 Folgen)
- 2019: Frau Jordan stellt gleich (Fernsehserie, Folge 1x01: Titten und Taten)
- 2020: Dunkelstadt (Fernsehserie, Folge 1x05: Traumfänger)
- 2020: SOKO Köln (Fernsehserie, Folge 19x04: Schrei nach Liebe)
- 2021: Katakomben (Fernsehserie, 6 Folgen)
- 2022: Helen Dorn – Das rote Tuch (Fernsehreihe)
- 2022: Süßer Rausch (2-teiliger Fernsehfilm)
- 2022: WaPo Bodensee (Fernsehserie, Folge 7x13: Retter der Welt)
- 2023: Der Usedom-Krimi (Fernsehreihe)
  - Friedhof der Welpen
  - Geburt der Drachenfrau
  - Schlepper
- 2025: Der Bergdoktor (Fernsehserie, Folge 2x18: Zwei Gesichter)

## Nominierungen
- Nominierung Grimme-Preis 2019 für Druck als Teil des Serienbesetzung
- Nominierung Grimme-Preis 2020 für Druck als Teil des Serienbesetzung